# Concerto per pianoforte e orchestra n. 2 (Beethoven)
Il Concerto per pianoforte e orchestra n. 2 in Si bemolle maggiore è una composizione di Ludwig van Beethoven, scritta principalmente tra il 1787 e il 1789.

## Storia
Il concerto, considerato il n.1 come anno di composizione dei concerti scritti da Beethoven per pianoforte, entra di prepotenza tra i migliori componimenti per tale strumento. Esso segue le tematiche già tracciate da altri due grandi artisti viennesi quali Franz Joseph Haydn e Wolfgang Amadeus Mozart a fine secolo XVIII. Il concerto, probabilmente fu scritto tra il 1787 e il 1789 ed avendo una prima stesura tra il 1794 e il 1795. La sua prima esecuzione in pubblico avvenne il 29 marzo del 1795 al Burgtheater di Vienna ed ebbe Antonio Salieri come direttore d'orchestra e Ludwig van Beethoven come pianista. Venne successivamente rielaborato e riproposto a Praga nel 1798 per poi subire un'altra correzione nel 1801 ed è quella definitivamente giunta a noi.

## Struttura
1. Allegro con brio
2. Adagio (Mi bemollemaggiore)
3. Rondò. Molto allegro

## Discografia
- Martha Argerich, London Sinfonietta (Milano, 1980)
- Martha Argerich, Claudio Abbado, Mahler Chamber Orchestra (DG, Ferrara, 2001)
- Alfred Brendel, James Levine, Chicago Symphony Orchestra (Philips, Chicago, 1983)
- Leon Fleisher, George Szell, Orchestra di Cleveland, 1961
- Wilhelm Kempff, Paul van Kempen, Berliner Philharmoniker, DGG LPE17083
- Maurizio Pollini, Claudio Abbado, Berliner Philharmoniker (DG, Berlino, 1992)
- András Schiff, Staatskapelle Dresden, Bernard Haitink,CD
- Artur Schnabel, Orchestra Filarmonica di Londra, Wilhelm Sargent, La Voce del Padrone, DB 2573/4/5/6
- Rudolf Serkin, Orchestra Sinfonica della Radio di Roma, Ferruccio Scaglia,1958
- Jasminka Stancul, Alexander Rahbari, Slovak Radio New Philharmonic Orchestra, Discover International, Bratislava, 1993)
- Krystian Zimerman, Wiener Philharmoniker (Vienna, 1993)
- Radu Lupu, Zubin Mehta, Orchestra filarmonica d'Israele (Frederic R. Mann Auditorium, Tel Aviv, marzo 1979), Decca 1980